# Norsjö revir
Norsjö revir var ett skogsförvaltningsområde inom Skellefteå överjägmästardistrikt, Västerbottens län, som omfattade Malå socken och de delar av Norsjö och Skellefteå socknar, som ligger söder om Skellefte älv. Reviret var indelat i fem bevakningstrakter. Vid 1910 års slut omfattade de allmänna skogarna inom reviret en sammanlagd areal av 106 470 hektar, varav 14 kronoparker, om totalt 101 556 hektar.